# Freilichtmuseum Atlantikwall
Das Freilichtmuseum Atlantikwall (niederländisch Openluchtmuseum Atlantikwall) ist ein Kriegs- und Freilichtmuseum in der belgischen Provinz Westflandern unmittelbar westlich der Hafenstadt Ostende. Es hat den Atlantikwall zum Thema, der hier während des Zweiten Weltkriegs von den deutschen Besatzern gebaut wurde, um diese Gebiete vor einer alliierten Invasion zu schützen.
Das Museum zeigt eine Reihe von Bunkern und Gräben, die teilweise in ihren ursprünglichen Zustand zurückversetzt wurden. Ferner werden auch Stellungen aus dem Ersten Weltkrieg präsentiert, die Anfang 1915 dort errichtet worden waren. Dazu gehören unter Stahlkuppeln platzierte Kanonen, die durch eine Feldbahn mit in den Dünen versteckten Munitionskammern verbunden waren.

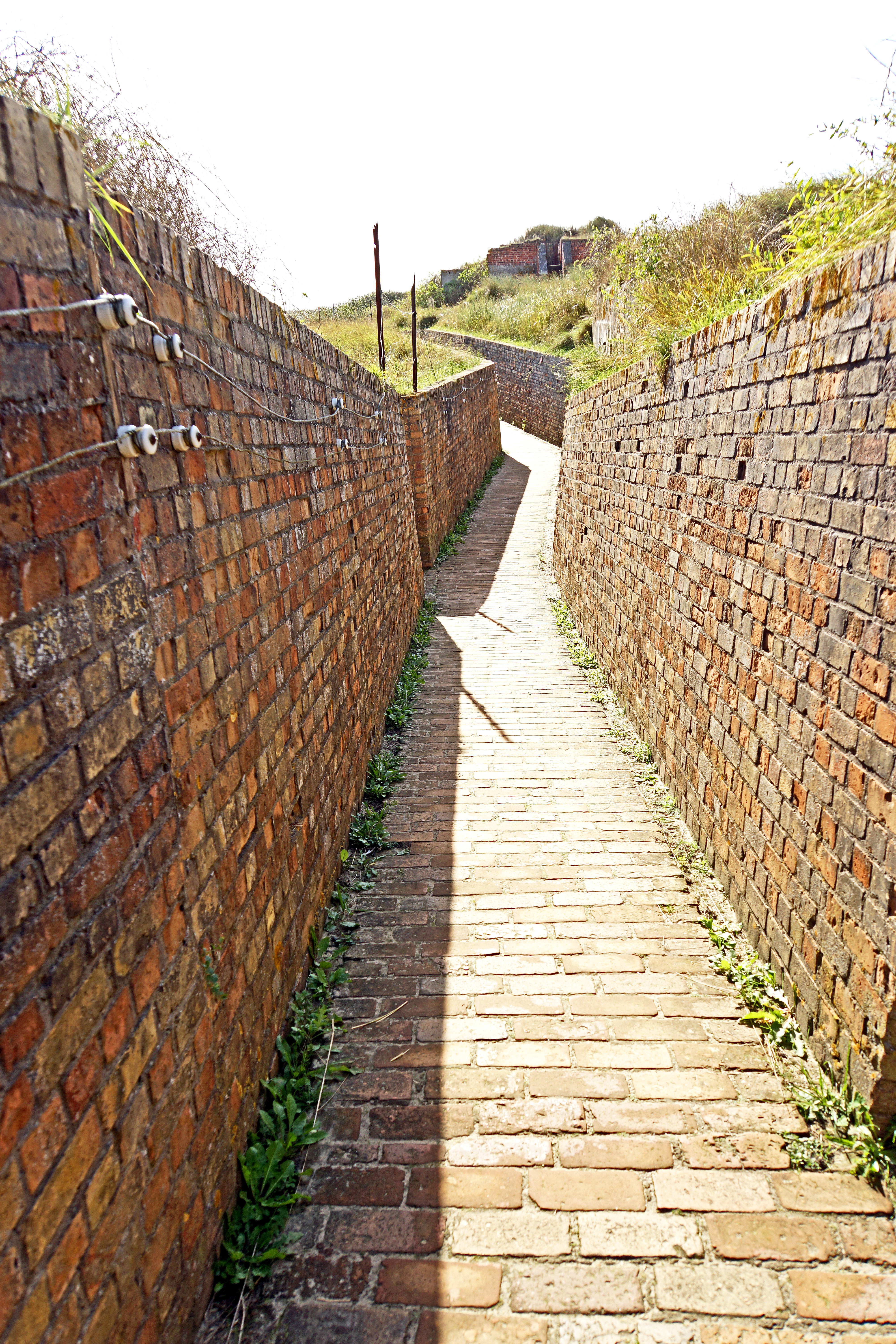
Laufgraben
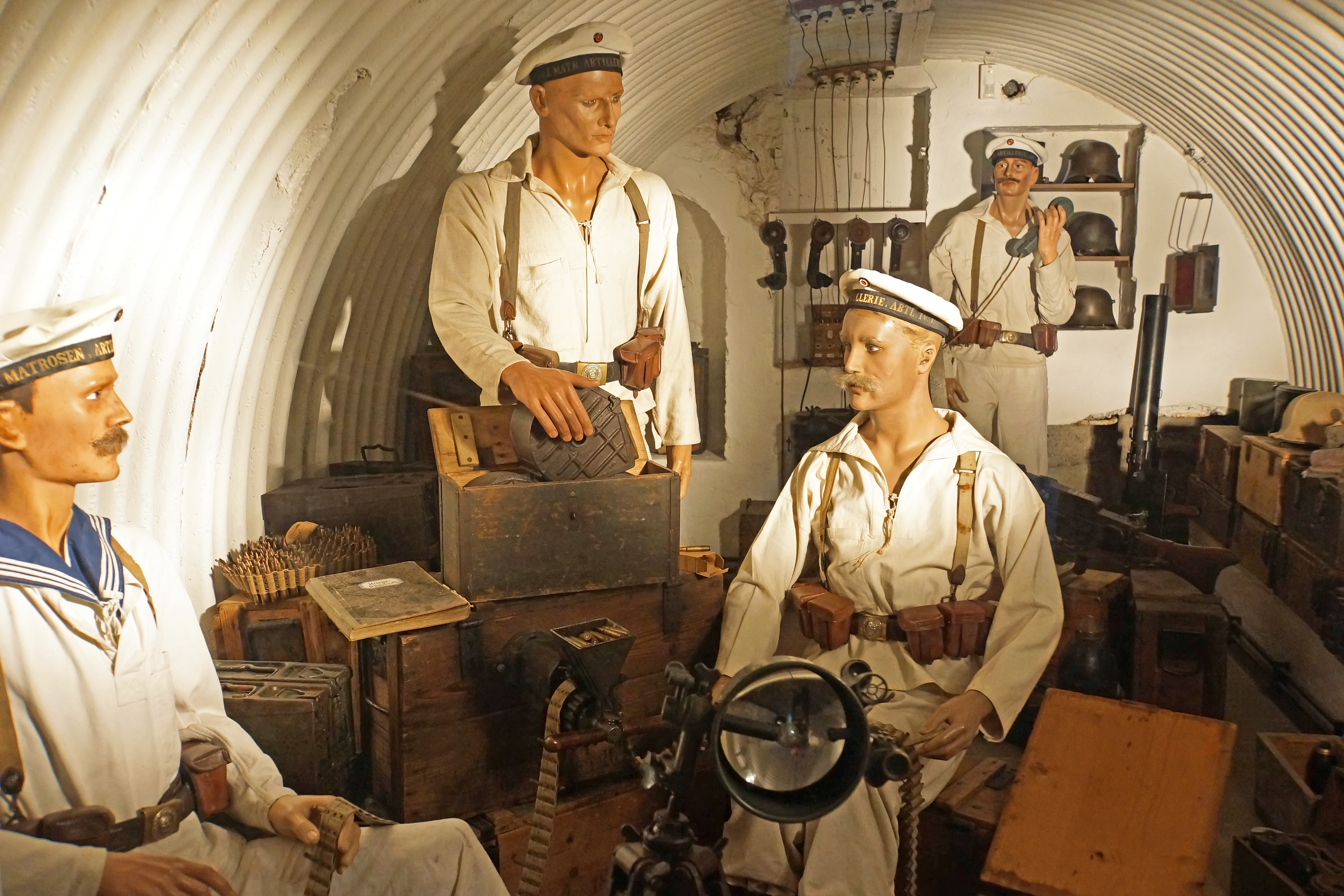
Deutsche Marine-Artilleristen im Unterstand
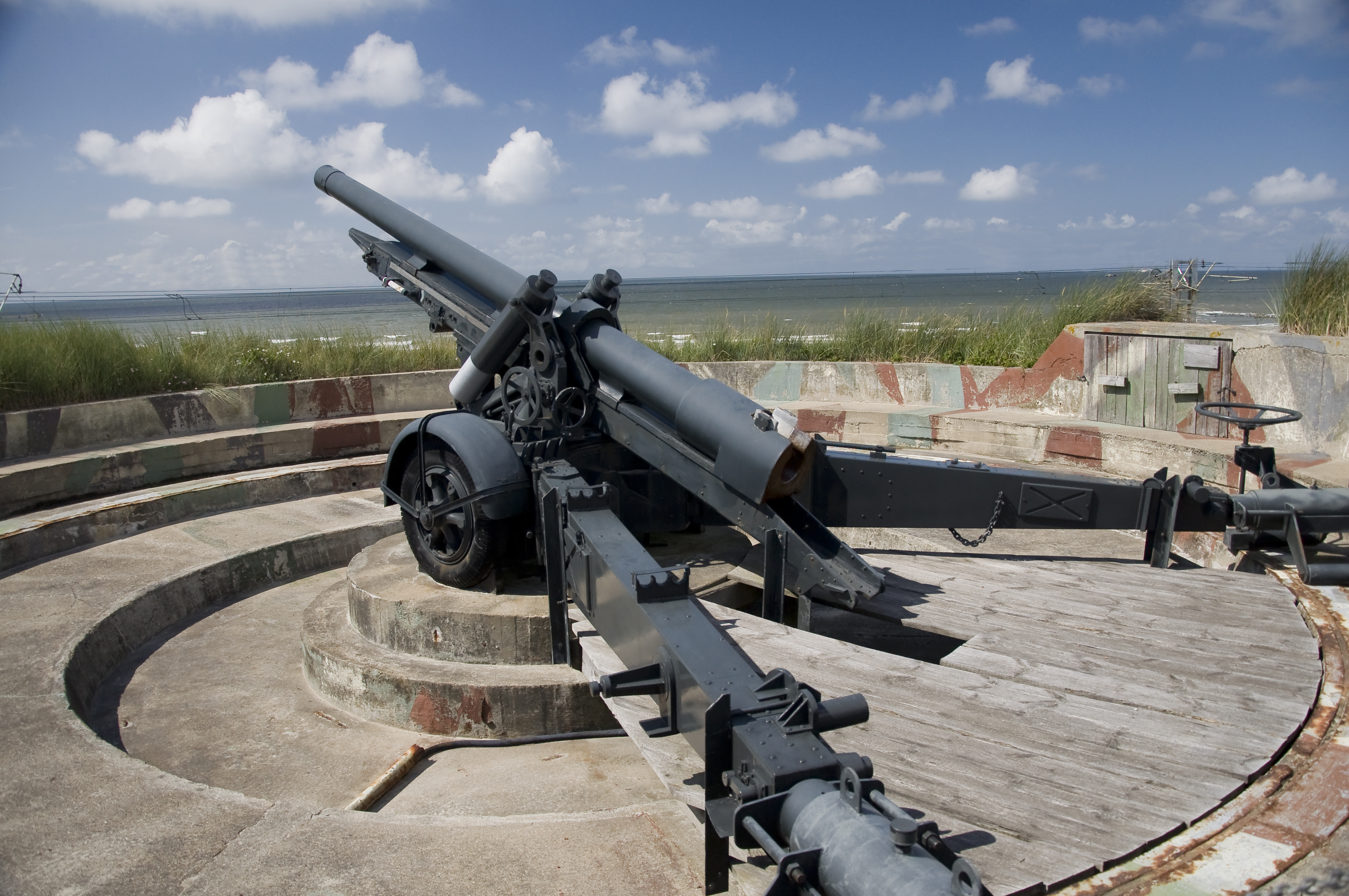
Belgische 12-cm-„Beute“-Kanone
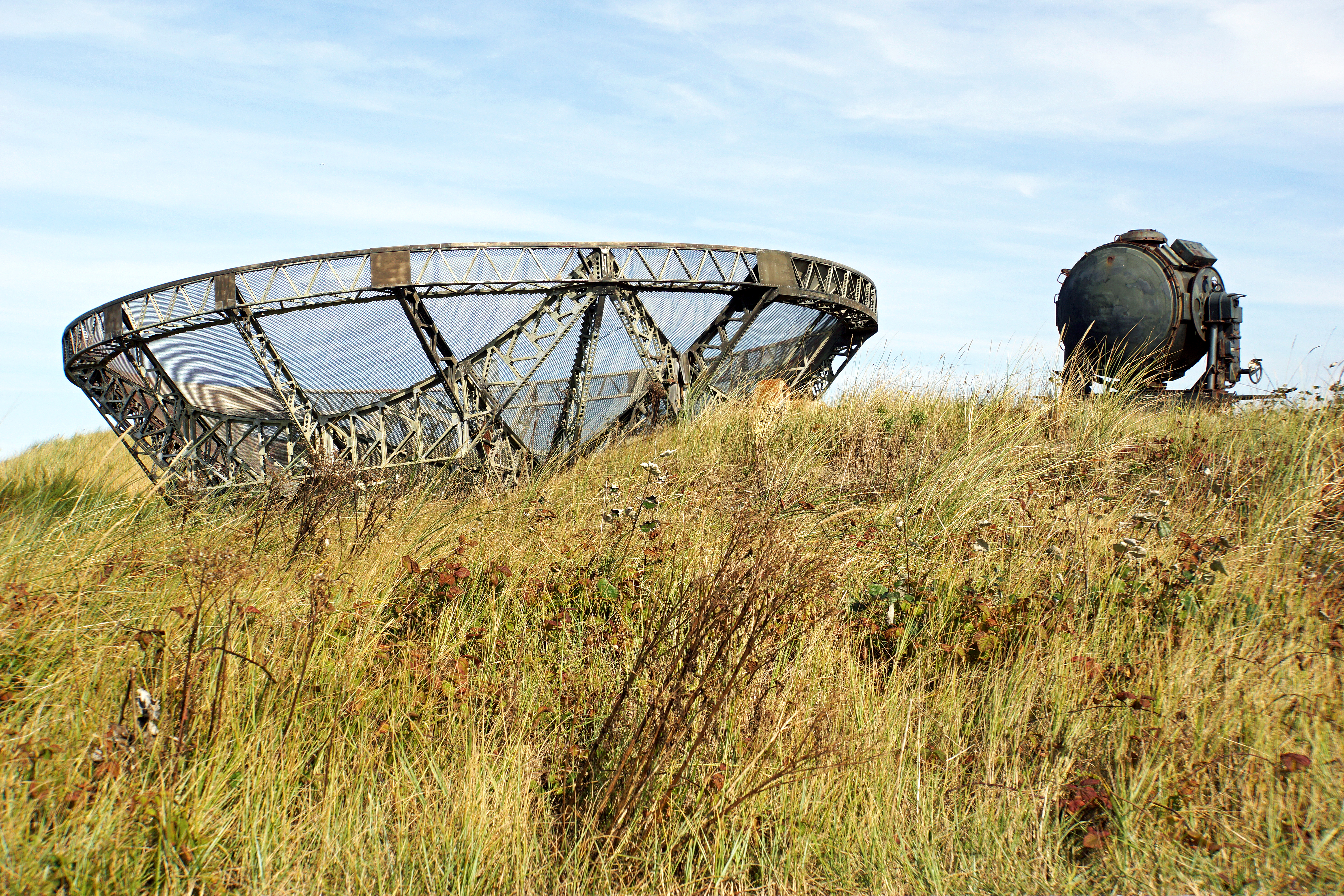
Überbleibsel eines Funkmessgeräts „Würzburg-Riese“ und Scheinwerfer
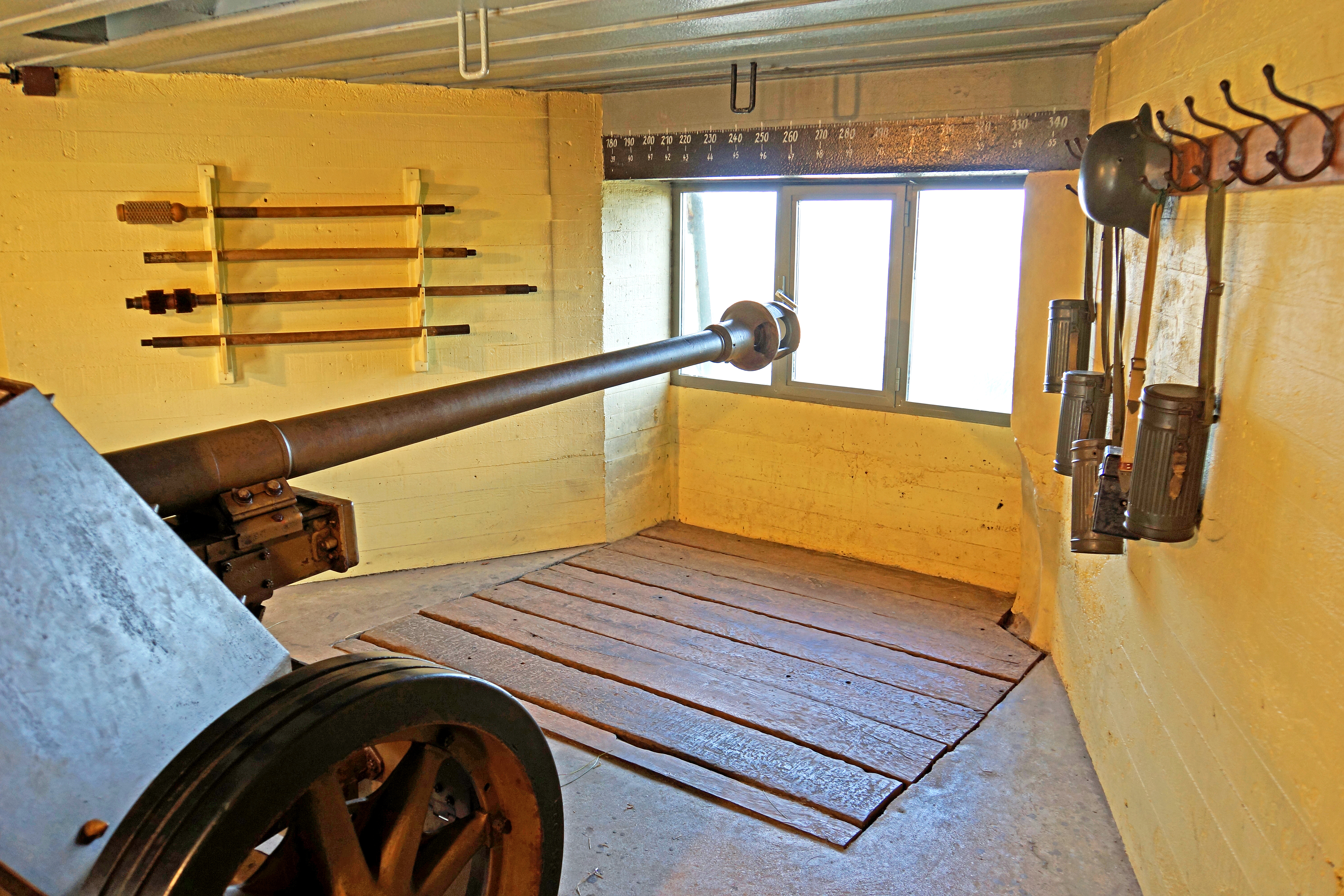
7,5-cm-PaK 40
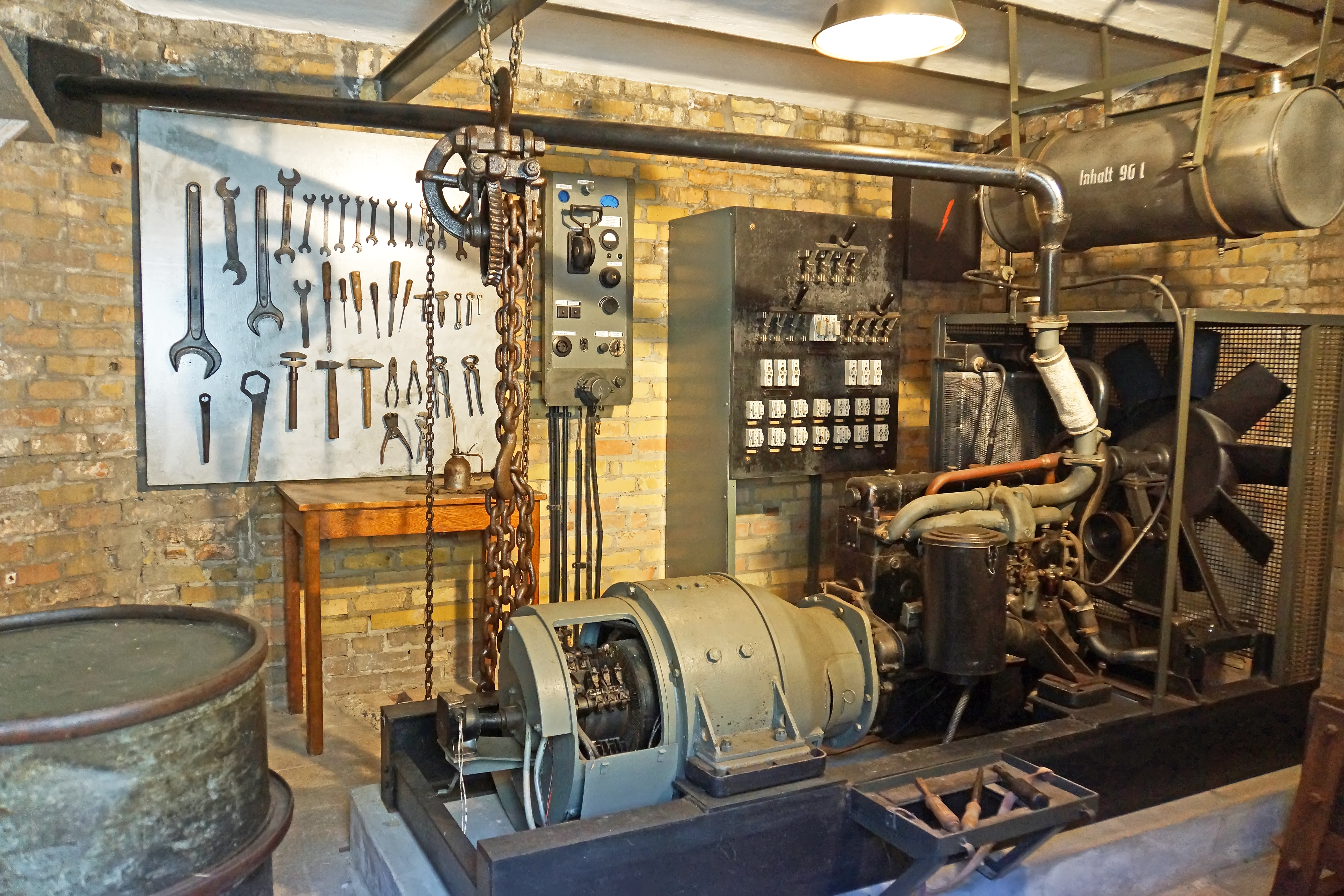
Generatorraum
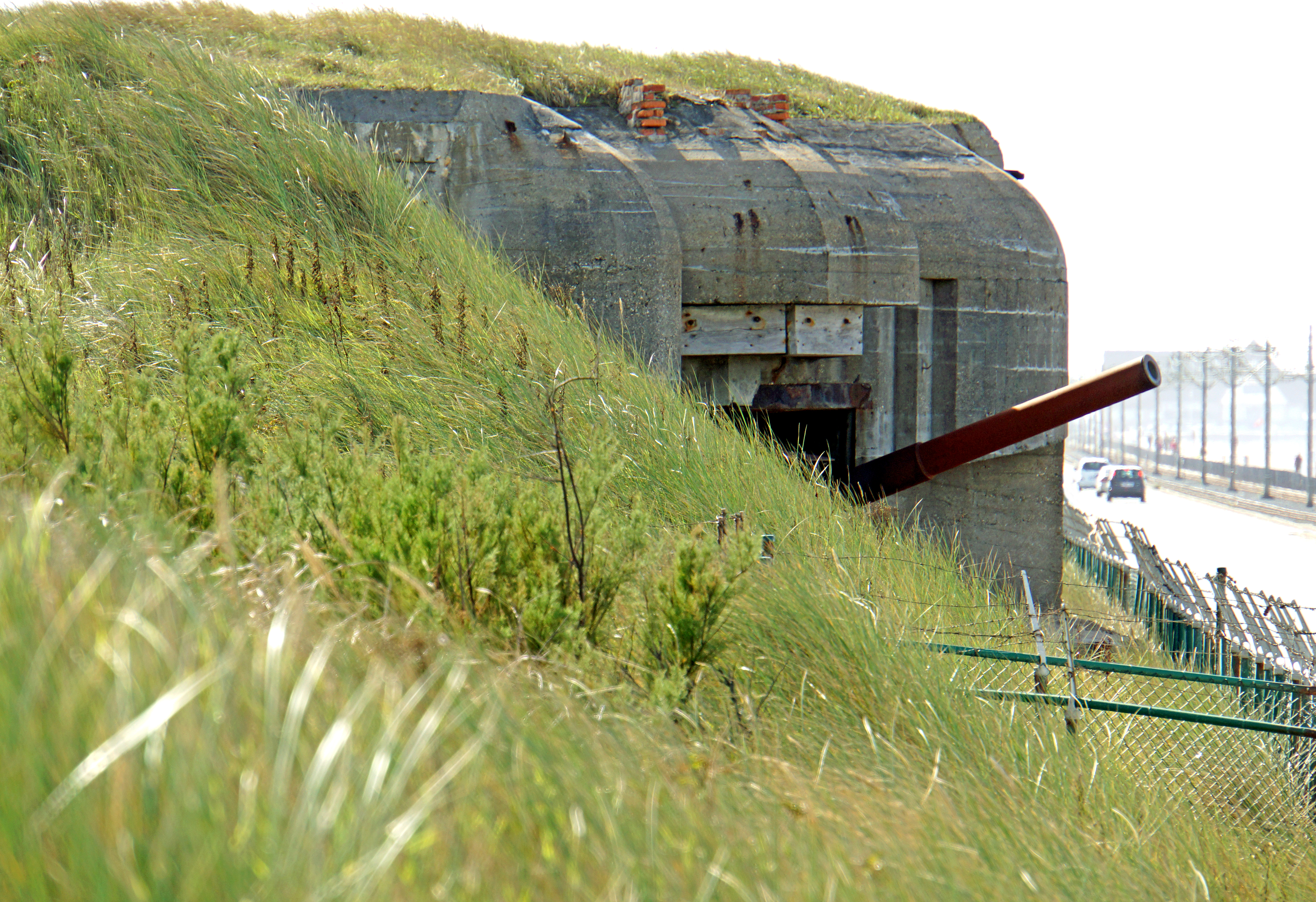
Geschützbunker
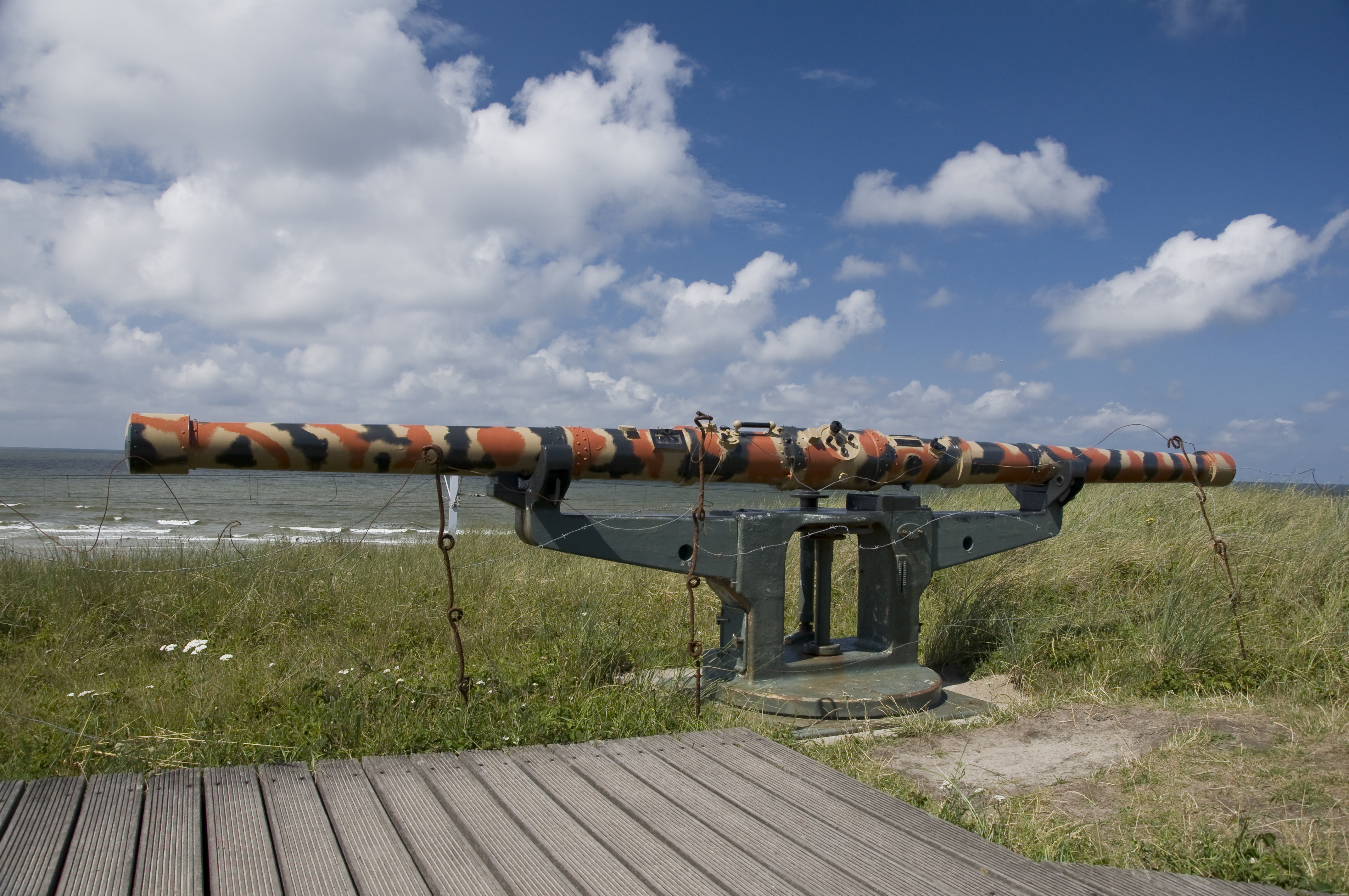
Optischer Entfernungsmesser
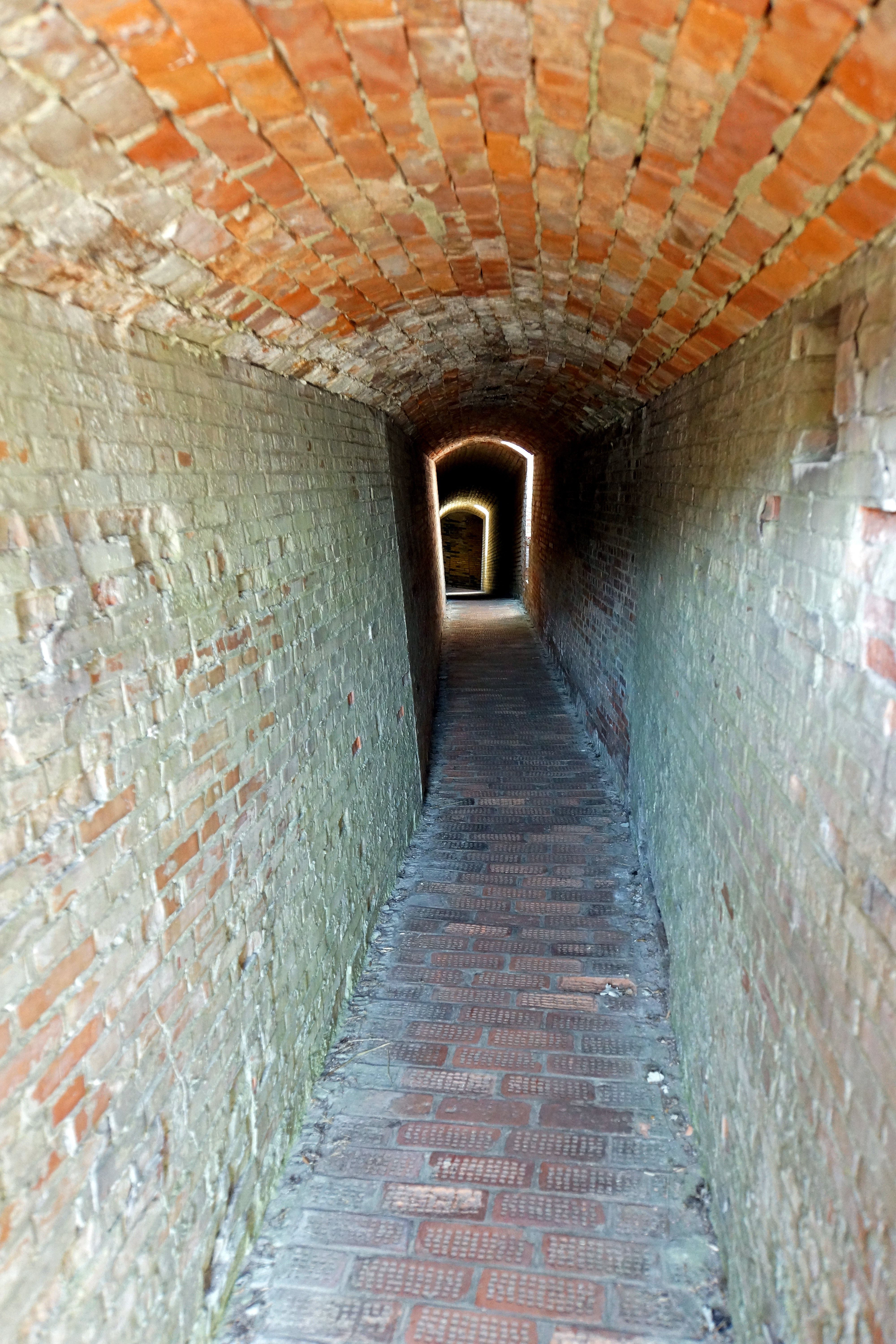
Unterirdischer Verbindungstunnel
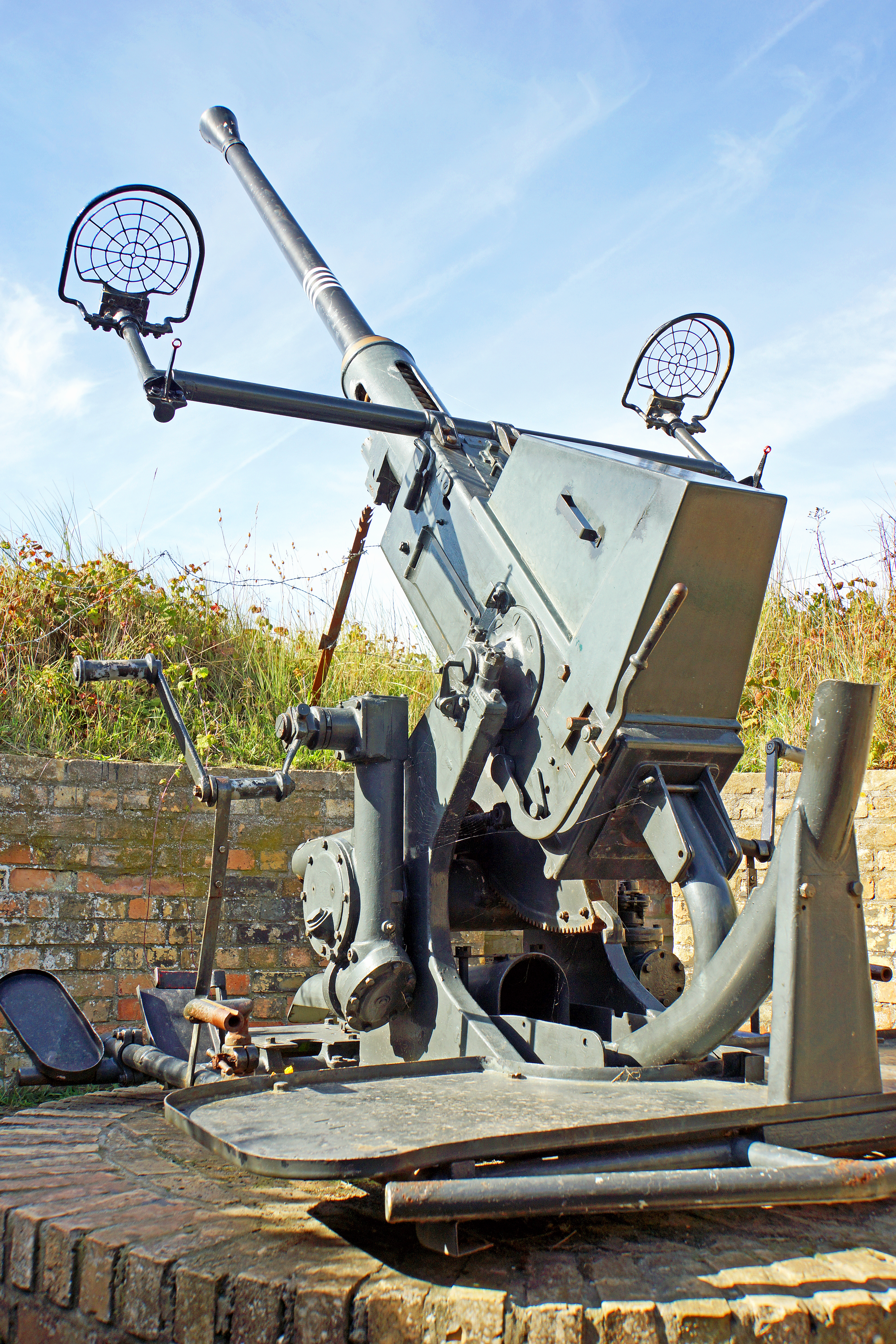
Belgische „Beute“-Flak
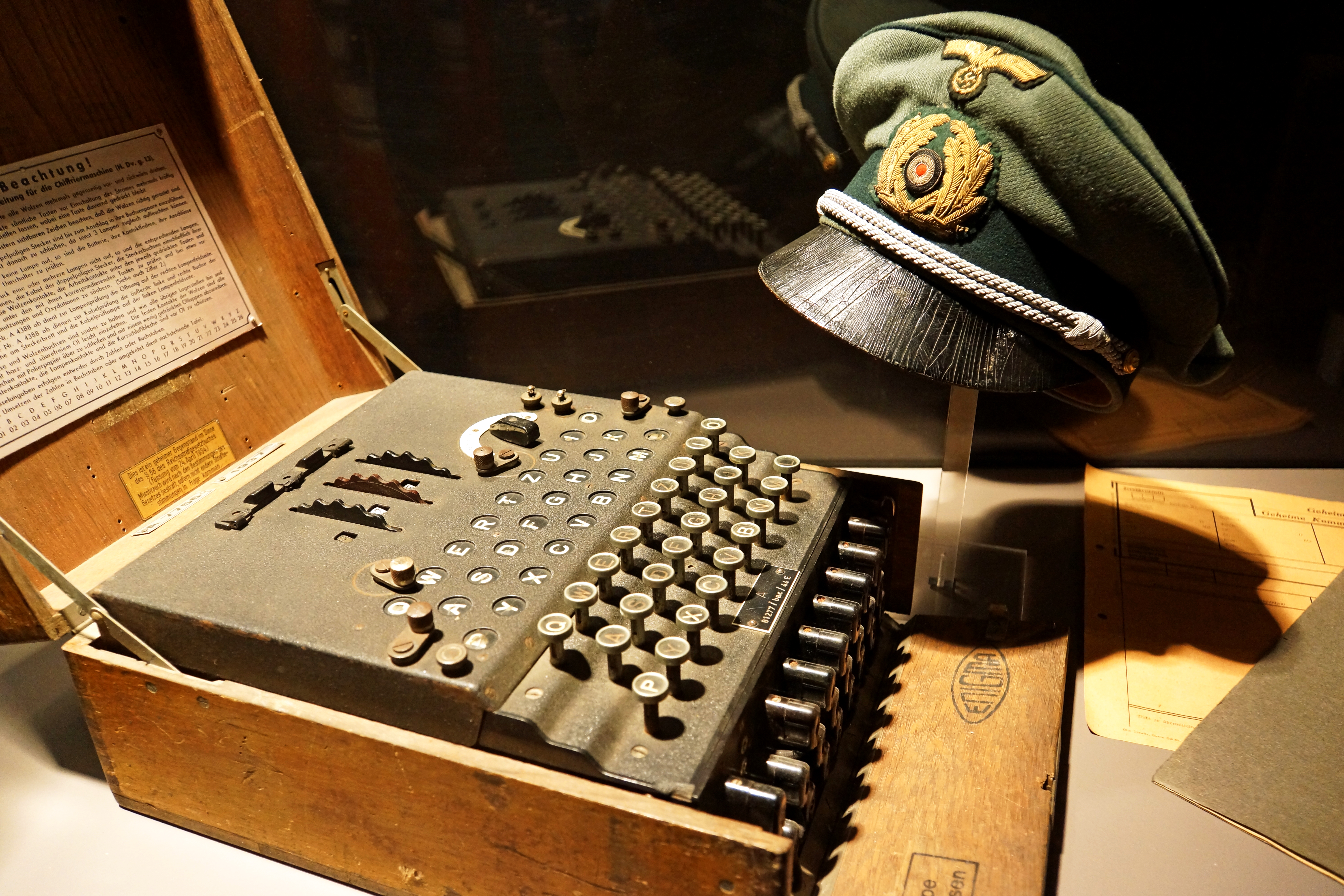
Schlüsselmaschine Enigma